# ماريو بيرينو
ماريو بيرينو (بالإيطالية: Mario Berrino) (و. 1920 – 2011 م) هو رسام، وفنان، ومصور، وبروفيسور، وسفير من إيطاليا، ومملكة إيطاليا، ولد في ألاسيو، توفي في ألاسيو، عن عمر يناهز 91 عاماً.

## السيرة الذاتية
تحت إشراف والده أنجيليو، الذي كان قد شارك في الحرب العالمية الأولى، ومع إخوته إليو، جورجيو، وأدريانو، قام بإدارة أحد الأماكن الشهيرة في منطقة بونينتي ليغوري بعد الحرب العالمية الأولى: مقهى روما في ألاسيو. في سنوات الانتعاش الكبير، أصبح مقهى روما المكان المفضل للفنانين المشهورين على الصعيدين الوطني والدولي، بما في ذلك إرنست همنغواي الذي أصبح صديقه المقرب.
عرض ماريو بيرينو على صديقه إرنست همنغواي فكرة تحويل جدار صغير أمام بار مقهى روما إلى "جدار حجري بسيط كان يحد الحديقة العامة، مرصوف ببلاط غير منتظم وملون بشكل زاهي" الذي كانت ستتضمنه توقيعات أهم الزبائن في مقهى روما، وقد أعجب إرنست همنغواي بالفكرة على الفور، وأيدها.
ورغم أنه لم يحصل على إذن من بلدية ألاسيو، تم وضع أول ثلاث بلاطات خزفية، التي صنعها الخزاف إيفوس باتشيتي، بتوقيعات الكاتب وكوارتيتو سيترا وعازف الجيتار كوزيمو دي تشيليه، بواسطة ماريو بيرينو وإرنست همنغواي في عام 1953. وهكذا وُلد مقعد ألاسيو، الذي يُعتبر تركيبًا تفاعليًا من المتوقع أن يستمر في تطوره بعد الموت.

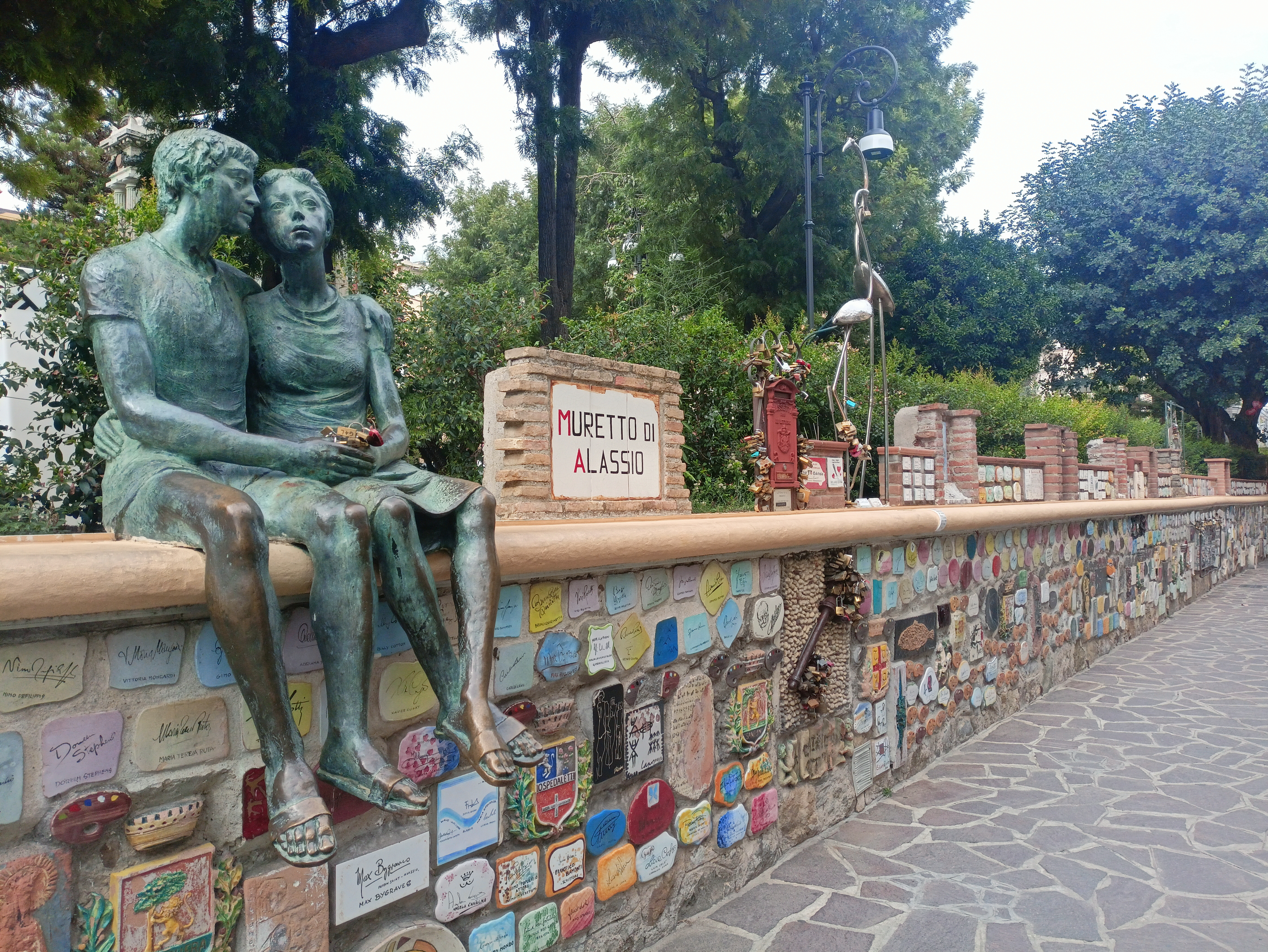
مقعد ألاسيو

وكان بيرينو معروفًا أيضًا بابتكاره لعدة فعاليات، حيث يُذكر بمسابقة الجمال ميس مورتو التي أُقيمت في 1953؛ وهواء نقي من ألاسيو الذي كان يُباع في علب بسعر 500 ليرة وتم تصديره إلى نصف أوروبا؛ وشياغاجيارة، التي كانت تتضمن سباقات على أجهزة مكابس رولر بمشاركة العديد من الشخصيات الشهيرة من موناكو، بالإضافة إلى كلاي ريغازوني وجيمس هانت؛ واحتفال العشاق، حيث يُمنح أجمل رسالة حب جائزة على المقعد في يوم عيد الحب، وهو ما لا يزال مستمرًا حتى اليوم. وقد كان هو من ابتكر شعار "الأسماك التي تتبادل القبلات"، الذي استخدمته مدينة ألاسيو في مناسبات عديدة.
كان هناك مكان في مقهى روما يُسمى الحفرة على الجدار مخصصًا للفن، حيث عرض فيه فنانين بارزين مثل لوسيو فونتانا، ويفريدو لام، أليجي ساسو، أومبرتو ليوني، فرانكو بالان، والخزافين والنحاتين من ألبيسولا.
دفعت معرفته بهؤلاء الفنانين ودراساته الفنية التي قام بها الأستاذ بوسنيلي عن تقنيات الألوان المائية، والتربنتين، والإنكاوستو، والزيتية، إلى تحفيزه على البحث وإعطائه الحافز لبدء الرسم وعرض لوحاته.
بحلول عام 1960، كان قد أصبح بالفعل رسامًا معترفًا به مع تقييمات مستقرة.
في عام 1972، قدمت السينما الإخبارية من إنتاج رادار سينماتوغرافيا تقريرًا خاصًا عن معارضته الشخصية التي أُقيمت في بوستو أرسيزيو.
في يوليو 1974، تم اختطافه. طالب الخاطفون بفدية قدرها 300 مليون ليرة، لكنه تمكن من الهروب بعد ثلاثة أيام، ثم توجه إلى الشرطة.
منذ عام 1976، بدأ التركيز تمامًا على الرسم. تعرض لوحاته بشكل دائم في معارض مخصصة له في ألاسيو وموناكو.

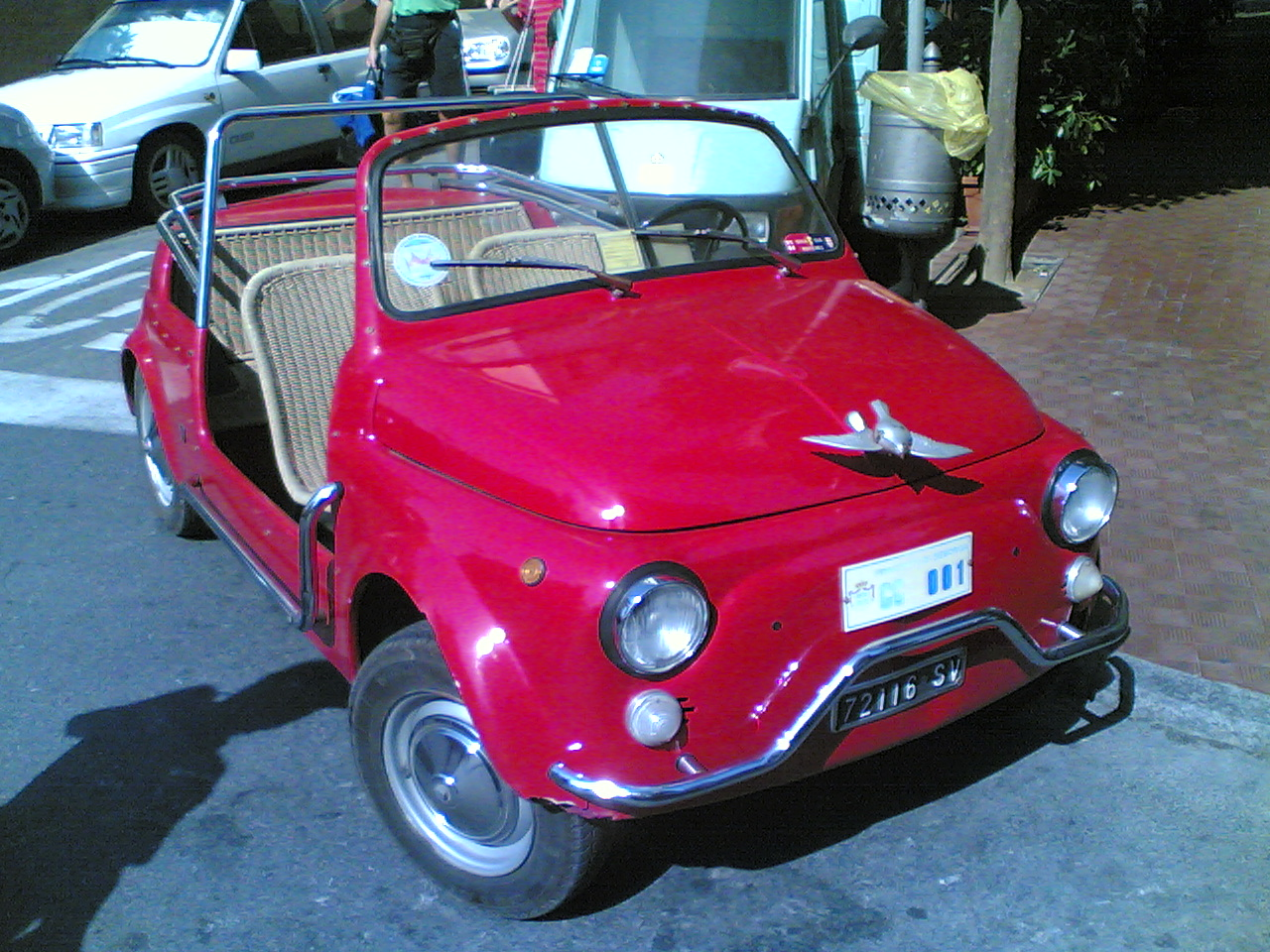
سيارة فيات 500 جيا جولي لبيرينو مع لوحات "قنصلية" من أمارة سيبورغا

في 14 فبراير 1994، تم تعيينه أول قنصل فخري أمارة سيبورغا (دولة ميكرو في ليغوريا) من قبل الأمير جورجيو الأول.
في عام 2007، ساهم من خلال اقتراحاته القوية واهتمامه الدائم، في تأسيس مسابقة الكتابة الأدبية "اكتب الحب" التي أصبحت في سبتمبر 2011 "اكتب الحب-جائزة ماريو بيرينو"، المنظمة من قبل الجمعية الثقافية "أصدقاء ماريو بيرينو".
توفي بيرينو في 3 أغسطس 2011 عن عمر يناهز 90 عامًا. وكان له ثلاث بنات، من بينهن المذيعة الإذاعية لويزيلا بيرينو.